# Ambassade du Maroc en Hongrie
L'ambassade du Maroc en Hongrie est la représentation diplomatique du royaume du Maroc en Hongrie. Elle est située au 6 Gaal Jozsef Ut,1122, Budapest, la capitale du pays. Son ambassadeur est, depuis le 13 octobre 2016 Karima Kabbaj.

## Ambassadeurs du Maroc en Hongrie
| Ambassadeur             | Image | Date de nomination | Date de présentation des lettres de créance | Date de fin de mission | Roi du Maroc | Président de la Hongrie                       |
| ----------------------- | ----- | ------------------ | ------------------------------------------- | ---------------------- | ------------ | --------------------------------------------- |
| Mohammed Chahid         |       | 1988               |                                             |                        | Hassan II    |                                               |
|                         |       |                    |                                             |                        | Hassan II    | Mátyás Szűrös (provisoire)/Árpád Göncz        |
| Mohammed Loulichki      |       | 12 juin 1995       |                                             | 1999                   | Hassan II    | Árpád Göncz                                   |
|                         |       | 19 avril 2000      |                                             |                        | Mohammed VI  | Árpád Göncz/Ferenc Mádl                       |
| Moulay Abbas El Kadiri, |       | 7 juin 2005,       |                                             |                        | Mohammed VI  | László Sólyom/Pál Schmitt                     |
| Nourdine Benomar        |       | 6 décembre 2011    | 18 janvier 2012                             |                        | Mohammed VI  | Pál Schmitt/László Kövér (intérim)/János Áder |
| Karima Kabbaj           |       | 13 octobre 2016,   | 25 novembre 2016                            |                        | Mohammed VI  | János Áder/Katalin Novák                      |